# Ніколайчик Федір Данилович
Федір Ніколайчик (крипт.: Ни-к Ф., Ф. Н.; 1857, містечко Новий Ропськ, Новозибківський повіт, Чернігівська губернія, нині село Брянської області, РФ – 1920, Бердянськ, нині Запорізька область) — історик, літературознавець, краєзнавець, педагог. Історик Війська Запорозького Городового,  організатор освіти у Полтавській губернії, археолог та ентограф, журналіст провідних наукових видань Російської імперії. Зробив великий внесок у дослідження землеволодінь князів Вишневецьких та ґенези колонізації Лівобережжя Дніпра у часи Речі Посполитої.  Біограф Кошового Отамана Війська Запорозького Низового Петра Калнишевського.

## Життєпис
Закінчив історико-філолологічний факультет Університету Святого Володимира у Києві (1882).
Наукову роботу розпочав під керівництвом В. Антоновича. Потім 20 років учителював на Полтавщині: жіноча гімназія в Кременчуці, реальне училище в Ромнах (нині Сумська область), засновник і директор учительської семінарії у Сорочинцях, також був інспектором народних училищ Пирятинського повіту.
Від 1906 – директор народних училищ Волинської губернії, від 1909 – началник дирекції народних училищ Сувалківської губернії (нині Польща).
Досліджував історичне минуле Полтавщини, писав розвідки з фольклору та етнографії, з історії козаччини, Гетьманщини й Лівобережної України, брав участь в археологічних розкопках на Роменщині.
Листувався з відомим істориком козаччини Дмитром Яворницьким.
У 1880–1890-х активно співпрацював із журналом «Кіевская старина», де вмістив, зокрема, «Библіографическій указатель сочиненій Н. И. Костомарова» (1885, № 5), вид. «Труды Полтавской ученой архивной коммиссіи» («Ильинская ярмарка въ периодъ ее существованія въ Ромнахъ», 1907, опубліковано у 3-х випусках).
Член Історичного товариства Нестора-літописця (1884), співзасновник Полтавської губернської вченої архівної комісії (1903).
Автор фундаментальної праці «Городъ Кременчукъ: Историческій очеркъ» (С.-Петербургъ, 1891).
Особливо цінною для істориків є наукова розвідка Ніколайчика про життя та діяльність останнього кошового отамана Запорозької Січі Петра Калнишевського – «Родина Калнишевскаго» («Кіевская старина», 1892, кн. 37).

## Праці
- Новые свадебные малорусскія песни въ общемъ ходе свадебнаго дѣйствія // КС. 1883. № 2;
- Родъ Лашкевичей и дневникъ одного из нихъ // Там само. 1887. № 12;
- Первые казацкія движенія въ Рѣчи Посполитой (1591–1596) // Там само. 1888. № 3–4;
- Новый источникъ о казацкомъ возстаніи 1625 г. и место заключенія Куруковскаго договора // Там само. 1889. № 10;
- Отголосокъ лирницкаго языка (къ статье Валериана Боржковскаго «Лирники») // Там само. 1890. № 4;
- Универсалъ гетмана Скоропадскаго о вечерницахъ, кулачныхъ бояхъ // Там само. 1894. № 6;
- Матеріалы по исторіи землевладѣнія князей Вишневецкихъ въ Левобережной Украине // Чтенія Истор. об-ва Нестора-лѣтописца. К., 1900. Кн. 14, вып. 3;
- Начало и ростъ Полтавскихъ владѣній князей Вишневецкихъ по даннымъ литовской метрики // Тр. 11-го Археол. съезда въ Кіеве, 1889 г. Москва, 1902. Т. 2;
- Личный составъ малороссійской казацкой старшины въ 1725 г. // КС. 1904. № 7–8.